# Rikichi Andō
Rikichi Andō, 安藤 利吉 (Andō Rikichi?) (prefettura di Miyagi, 3 aprile 1884 – Shanghai, 19 aprile 1946), è stato un generale giapponese, noto per essere stato il diciannovesimo e ultimo governatore generale di Taiwan dal 30 dicembre 1944 all'ottobre 1945.

## Biografia
Originario della prefettura di Miyagi, Andō iniziò la sua carriera prestando servizio come istruttore presso il Collegio di guerra dal 1924 al 1925. In seguito fu inviato nell'India britannica come addetto militare e, al suo ritorno in Giappone, prestò servizio nello stato maggiore dell'esercito imperiale. Nel 1928 fu nominato comandante del 13º Reggimento fanteria, e due anni più tardi fu promosso al grado di capo di stato maggiore della 5ª Divisione fanteria.

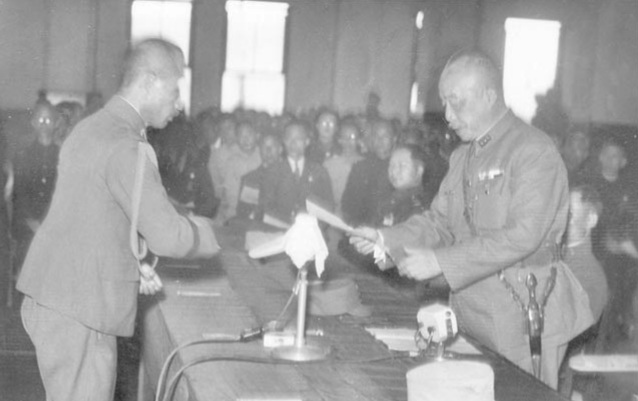
Il generale cinese Chen Yi (a destra) accetta la resa del generale Rikichi Andō nel Municipio di Taipei.

Dal 1932 al 1934 fu addetto militare nel Regno Unito. Dopo il suo ritorno in Giappone divenne comandante della scuola di fanteria dell'esercito di Toyoma e successivamente comandante della 5ª Unità di guarnigione indipendente; dal 1937 al 1938 fu vice ispettore generale dell'addestramento, una carica di notevole influenza.
Sempre nel 1938, con lo scoppio della seconda guerra sino-giapponese, Andō ricevette un incarico sul campo come comandante della sua vecchia unità, la 5ª Divisione fanteria; prima della fine dell'anno fu però trasferito a capo della 21ª Armata, sempre schierata sul fronte cinese: fu aggregata all'Armata della Cina meridionale nel 1939.
Nel bel mezzo dei negoziati diplomatici tra il Giappone e il Governo di Vichy riguardanti l'accesso alle piste di volo e ai porti marittimi dell'Indocina francese, Andō ordinò in totale autonomia alle sue truppe di attraversare il confine, un grave atto d'insubordinazione che scatenò aspre polemiche nel ceto politico-militare; tuttavia il governo nipponico accettò alla fine il fatto compiuto, che peggiorò nettamente i già tesi rapporti con le potenze occidentali e in special modo con gli Stati Uniti d'America. Andō fu richiamato a Tokyo il 9 febbraio 1941 e posto anticipatamente nella lista degli ufficiali a riposo. Il suo isolamento, comunque, fu interrotto già in autunno, dato che fu portato al grado di generale d'armata e gli fu affidato il comando della 10ª Armata d'area di guarnigione nella colonia di Formosa. Egli trascorse qui tutta la durata della seconda guerra mondiale, durante la quale (30 dicembre) divenne l'ultimo governatore generale di Taiwan. In seguito alla resa del Giappone, la grande unità fu sciolta e l'isola restituita alla Cina.
Andō fu arrestato dalle autorità cinesi, accusato di crimini di guerra commessi durante il suo periodo di servizio sul continente e prcoessato. Egli tuttavia riuscì a suicidarsi nel 1946 con del veleno a Shanghai, dove si trovava recluso in attesa del verdetto.